# Пабло Хасель
Пабло Хасель (ісп. Pablo Hasél, справжнє ім'я Пабло Рівадулья Дуро, ісп. Pablo Rivadulla Duró) (нар. 9 серпня 1988, Льєйда, Каталонія, Іспанія) — іспанський репер, письменник, поет і лівий політичний активіст каталонського походження. Учасник каталонського національного руху. Політичний в'язень.
У своїй творчості активно виступав з критикою політики Іспанії щодо Каталонії, капіталізму, династії Бурбонів, режиму генерала Франка, за незалежність Каталонії та відновлення республіканського ладу. Здобув широку популярність після виходу у 2016 році пісні «Juan Carlos el Bobón» (ісп. «Хуан Карлос Клоун», пародія на фамільне ім'я колишнього іспанського короля), в якій у різких висловлюваннях звинувачував Хуана Карлоса I у зв'язках з режимом Саудівської Аравії, ІДІЛ, співпраці з генералом Франком і свідомому вбивстві свого брата, інфанта Альфонсо. У 2018 році був засуджений до двох років ув'язнення за «образу королівського прізвища» та «прославлення тероризму» (мали на увазі схвальні висловлювання і твітти Хаселя щодо ЕТА та FRAP), проте вищі суди знизили призначений йому тюремний термін до дев'яти місяців. На початку 2021 року вирок був затверджений Верховним судом Іспанії, 12 лютого репера зобов'язали з'явитися у поліцію для затримання та подальшого відправлення до в'язниці, проте Хасель публічно заявив, що цього не робитиме. Вранці 16 лютого його заарештували після незначних сутичок у будівлі ректорату Університету Льєйди, де він намагався забарикадуватися зі своїми прихильниками.
Затримання репера призвело до багатотисячних акцій протесту. Понад 200 діячів культури, включно з музикантом Жуаном Мануелем Серратом, режисером Педро Альмодоваром й актором Хав'єром Бардемом, підписали петицію проти вироку реперу, проте його не переглядали. Згодом провінційний суд Льєйди затвердив ще один вирок терміном 2 роки 6 місяців.
Станом на жовтень 2022 року відбуває тюремне ув'язнення у Centre Penitenciari de Ponent, Льєйда.

## Біографія
Пабло Хасель народився 9 серпня 1988 року в каталонському місті Льєйда. Його батько, бізнесмен Ігнасіо Рівадулья, був президентом місцевого футбольного клубу «Union Esportiva Lleida», а мати походила з родини юристів. Його дід, Андрес Рівадулья Буїра, під час громадянської війни воював в армії генерала Франка, дослужився до звання лейтенанта і згодом брав участь у боротьбі з партизанами-антифранкістами. Почавши захоплюватися музикою, Пабло Рівадулья Дуро взяв псевдонім «Хасель» (або «Асель») (під впливом арабської літератури) і у 2005 дебютував на сцені з демо-альбомом «Це не рай» (ісп. «Esto no es el paraíso»), який містив сім пісень, об'єднаних загальною темою критики нав'язування народу державою відчуття забезпеченості сприятливими для життя умовами. Увагу критиків привернули такі композиції, як «Думаю, колись був Пабло» (ісп. «Creo que un día fui Pablo») і «Мені не потрібна милість» (ісп. «No busco clemencia»), в яких були використані ототожнення хвилювання ліричного героя з хвилюванням суспільства, меланхолійна мелодія, жива мова сторонніх людей і пряме звернення героя до влади у досить жорсткій формі. З того часу почалося його захоплення лівими поглядами.
З 2004 по 2011 рік Хасель записав 54 сольних і низку спільних з іншими каталонськими реперами композицій, переважна більшість яких мали протестний характер. Найбільшу популярність здобули його пісні «Смерть змусила нас жити» (ісп. «La muerte nos obligó a vivir»), «Боротися до перемоги» (ісп. «Resistir hasta vencer»), «Голос не можна замкнути» (ісп. «La voz no puede encerrarse») і «Насіння свободи» (ісп. «Semillas de libertad»). З 2011 року репер став виступати з концертами за межами автономного регіону, після чого на нього звернули увагу іспанська влада та силові структури.
У жовтні 2011 року був заарештований та згодом звільнений під заставу за пісні «Демократія, мати її» (ісп. «Democracia, su puta madre») та «Свободу Камараду Аренасу!» (ісп. «Libertad Camarada Arenas!»), у яких він позитивно відгукнувся про екс-Генерального секретаря Комуністичної партії Іспанії (відновлену) Мануеля Переса Мартінеса (більш відомого, як Камарад Аренас), який був засуджений до 17-ти років ув'язнення за приналежність до забороненої в Іспанії ліворадикальної організації ГРАПО, а також розкритикував політику панівної на той час Іспанської соціалістичної робочої партії (ІСРП). У квітні 2014 року був вдруге заарештований і отримав умовний термін (2 роки) за виконання 10-ти пісень, присвячених ЕТА, ГРАПО, «RAF» і Terra Lliure, а також погрози на адресу відомих іспанських політиків Жозе Мартінеса та Пачі Лопеса. У травні того ж року представники Народної партії (НП) зажадали від мерії Льєйда виключити виступ Хаселя з програми головного міського фестивалю під приводом того, що «на фестивалі, організованому з метою об'єднання мешканців, неприпустима участь артиста, тексти пісень якого торкаються тем ненависті та протестів». Мерія виконала вимогу та принесла НП вибачення.
У цей час Хасель почав брати активну участь у діяльності каталонського національного руху. Підтримав проведене урядом Артура Маса референдум про самовизначення Каталонії, написав низку пісень на підтримку її незалежності, брав участь у референдумі 2017 року та підтримав проголошення Республіки Каталонія.
За власними словами, був змушений нелегально працювати у Франції, бо в Іспанії його відмовлялися приймати на роботу через судимості.
У 2016 році випустив пісню «Juan Carlos el Bobón» (ісп. «Хуан Карлос Клоун», пародія на фамільне ім'я колишнього іспанського короля), в якій у різких висловлюваннях звинувачував його у зв'язках з режимом Саудівської Аравії, ІДІЛ, генералом Франком і свідомому вбивстві конкурента за корону, інфанта Альфонсо. Пісня набула широкої популярності, зокрема й за межами Іспанії (особливо після арешту репера), та призвела до чергового умовного терміну Хаселя за звинуваченням в «образі королівської родини».
Був особисто знайомий з Пабло Іглесіасом, майбутнім засновником та лідером коаліції Унідас Подемос («Подемос» — «Об'єднані ліві»), і написав кілька пісень на її підтримку, але розірвав зв'язки з ним після того, як той заявив про відсутність в Іспанії політичних в'язнів. У своїх піснях і виступах піддав «Подемос» і антисталіністських лівих (єврокомуністів, троцькістів й анархістів), нападкам, різко негативно відгукувався про екс-керівника Комуністичної партії Іспанії (КПІ) Сантьяго Каррільо, звинувачуючи його у змові з Бурбонами проти робітництва. Крім НП («Маріано Рахой Брей», ісп. «Mariano Rajoy Brey»), «Подемоса» («Так ми не можемо», ісп. «Así no podemos»), ІСРП та КПІ («Комуніст», ісп. «Comunista»), Хасель також різко критикував партію «Громадяни» та її лідера Альберта Ріберу («Альберт Прімо де Рібера», ісп. «Albert Primo de Rivera»), порівнявши його з фашистським діячем Хосе Антоніо Прімо де Ріверою, і правопопулістську партію «Вокс» («Фашистський потік», ісп. «Fachaflow»).

## Арешт і протести
28 січня 2021 року іспанський суд зобов'язав Хаселя протягом 10 днів віддати себе в руки поліції для відбування дев'ятимісячного тюремного терміну у справі за «образу королівської родини». У той же день представник ЄСПЛ Роберт Рагнар Спано попередив керівництво Іспанії, що Страсбурзька доктрина про права у випадках критики публічних персон «ясна», цитуючи дві пов'язані з династією Бурбонів справи, за якими ЄСПЛ виніс рішення про непропорційну суворість іспанських вироків. Він пояснив, що «чиновники, міністри, королі через публічний характер їхніх функцій повинні приймати ширший спектр критики».
6 лютого близько тисячі людей зібралися на майдані Хасинто Бенавенте у Мадриді на знак солідарності з репером та на захист свободи слова, проте мітинг був розігнаний спецпідрозділом поліції. 12 лютого, в останній день вказаного іспанським судом терміну, Пабло Хасель виклав на своєму YouTube-каналі пісню «Ні навіть Філіп VI» (ісп. «Ni Felipe VI»), присвятивши її «так званому прогресивному уряду, який увічнив репресії». Хасель наводить слова іспанського короля: «Без свободи вираження думок та інформації немає демократії», різко критикуючи його, його батька та доньку за обман і зубожіння народу, тоді як королівська сім'я «насолоджується своїм годинником Rolex».
Репер публічно відмовився виконувати вимоги влади, після чого з 50 своїми прихильниками забарикадувався у будівлі ректорату Університету Льєйди, але був заарештований.
Міжнародна організація Amnesty International, президент Мексики Андрес Мануель Лопес Обрадор, президент Венесуели Ніколас Мадуро та екс-президент Болівії Ево Моралес зажадали від іспанської влади відпустити виконавця. У містах Іспанії почалися масові протести з вимогами перегляду вироку та захисту свободи слова, у Барселоні демонстранти закидали поліцію камінням та фарбою, у Льєйді протестувальники атакували місцеві відділення Народної партії, ІСРП та Соцпартії Каталонії, закидавши їх тухлими яйцями, робилися спроби будівництва барикад. 33 особи отримали поранення (8 із них потрапили до лікарень), ще 15 людей затримали. На підтримку протестів виступила мер Барселони Ада Колау, а на деяких адміністративних будівлях (мерії Манакора, Середньої школи імені Сантьяго Собрекес у Жироні та ін.) вивісили гасла з вимогами звільнення репера.
17 лютого коаліція «Унідас Подемос» подала кортесам прохання про помилування Хаселя. Виступаючи у парламенті, представник блоку Жессіка Альбиач заявила, що вирок є «демократичною аномалією» і виконавця посадили за ґрати лише через те, що він скористався своїм правом свободи слова. Прохання було відхилено.
1 березня прокуратура Іспанії вимагала збільшити термін ув'язнення Хаселя ще на 5 років і 3 місяці за звинуваченням у нападі на адміністративну будівлю в Льєйди 25 березня 2018 року на знак протесту проти арешту у Німеччині екс-керівника Каталонії й одного з лідерів руху за незалежність регіону Карлеса Пучдемона. Хасель та ще 10 обвинувачених, за даними прокуратури, мали намір «отримати доступ до будівлі». Також провінційний суд у Льєйді затвердив ще один вирок терміном 2 роки 6 місяців тюремного ув'язнення, винесений у 2020 році «за перешкоджання правосуддю та погрозі», подану апеляцію відхилили.
Рада Європи засудила Іспанію за порушення свободи вираження поглядів і закликала до реформи кримінального законодавства країни.
Масові виступи на підтримку Хаселя пройшли у містах Іспанії та, особливо, Каталонії. Збитки від погромів у Барселоні були оцінені в 1,5 мільйона євро. У низці міст демонстранти вступали у зіткнення з поліцією. Затримали майже 200 осіб, ще 200 отримали поранення.
16 серпня 2021, через пів року після арешту репера, в багатьох містах Іспанії на стінах будинків з'явилися написи: «6 місяців ув'язнення за висловлювання об'єктивних фактів! Свободу Пабло Хаселю!» та «6 місяців ув'язнення за захист робітництва! Повна амністія!».

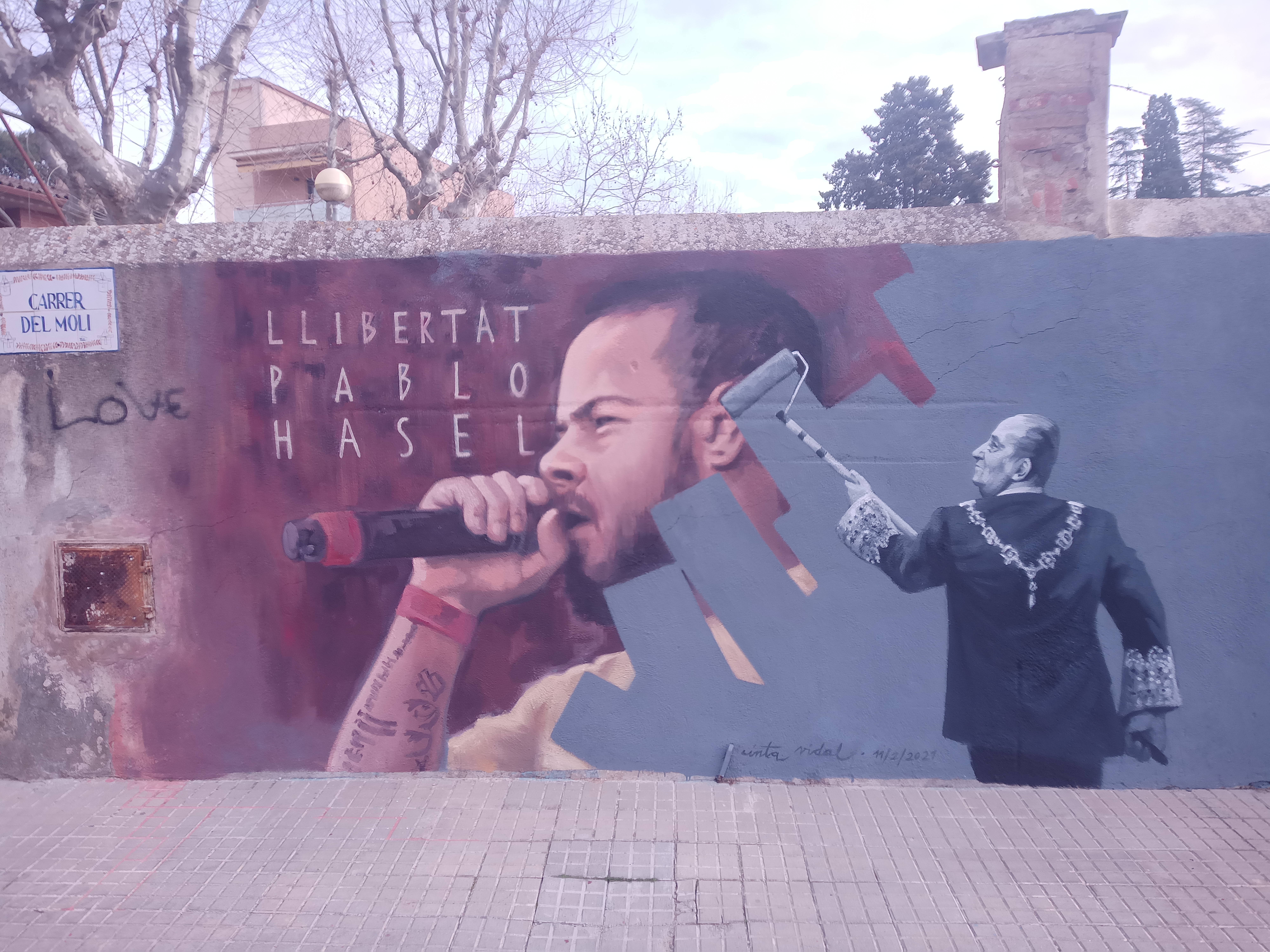
Композиція на підтримку Пабло Хаселя у Барселоні, що зображує короля Хуана Карлоса Бурбона, який намагається зафарбувати портрет репера сірою фарбою. Гасло каталонською мовою: «Свободу Пабло Хаселю»

## Дискографія
Список альбомів наведено за:.

### Самостійно
- Esto no es el paraíso (2005)
- Miedo y asco en Ilerda (2007)
- Trastorno Tripolar (2007)
- Desde el abismo se goza de las mejores vistas (2008)
- No me joda doctor (2008)
- Recital de ideales/No me joda Doctor (2008)
- En ningún lugar pero aquí (2008)
- Descuartizando resacas (2009)
- Quemando la vida (2009)
- Cuando el tiempo no nos tocaba las ilusiones (2009)
- Se lo vomite al viento mientras ella se drogaba con otro (2010)
- Inéditas por culpa de Aileen Wuornos (2010)
- Banquete de larvas (2010)
- Siempre perdidos 1 (2010)
- Siempre perdidos 2 (2010)
- El Che disparaba (2011)
- Solos en medio del misterio infinito (2011)
- Polvo y ceniza (2011)
- Un café con Gudrun Ensslin (2011)
- El infierno sería verlos más allá (2011)
- Crucificado en tu clítoris (2011)
- Besos cortados con coca (2011)
- Canciones supervivientes al registro policial (2012)
- La tortura placentera de la luna: algunas canciones inéditas (2012)
- Escribiendo con Ulrike Meinhof (2012)
- Empezar de bajo 0: Algunos poemas grabados (2012)
- La noche que supe que hay laberintos sin salida (2012)
- Poemas de presos políticos comunistas (2012)
- Los gusanos nunca volarán (inéditas) (2012)
- La muerte nos obligó a vivir (2012)
- Sigue desnudándose la dictadura del capital (2013)
- Por mera supervivencia (inéditas) (2013)
- Por mera supervivencia II (inéditas) (2013)
- Por mera supervivencia III (inéditas) (2013)
- Exprimiendo el corazón (inéditas) (2013)
- Tarde o temprano Venceremos (2014)
- Mientras me asesina el tiempo (inéditas) (2014)
- Por escapar de la oscuridad (inéditas) (2014)
- A Orillas Del Segre (2014)
- Cafeína e imaginación (inéditas) (2015)
- Burlando al dolor (2015)
- Boicot Activo (2015)
- Hasta el fin de mis días (2015)
- Resistir hasta vencer (2016)
- Esto ya ni desahoga (inéditas) (2016)
- Fuerte fragilidad (2017)
- Perdidos en el infinito (2017)
- El interrogatorio del atardecer (2018)
- La voz no puede encerrarse (2018)
- Ha llovido mucho (2019)
- Semillas de libertad (2019)
- Haciéndome la autopsia (2020)
- La inmolación de las entrañas (2020)
- Canciones para la revuelta y la soledad (2020)
- Hay que pararlos (2021)

### У колаборації
- Ciniko: Rabia (La teoría del nada, 2007)
- Zwit: Violé a mis monstruos
- Rekiêm: Insomnio dicta (Amaneciendo en persia, 2011)
- Be timeless: La muerte en cada partícula (Sencillo y en silencio, 2011)
- Charly efe: Follando como perros (Sra. Muerte pase usted primero, 2011)
- shakymc: Compositor de varios temas (Joel Murillo, 2009—2012)
- The Gulaggers: Whiskey & nachos
- Gorka: Señalando obstáculos (Con Pipe Díaz, 2013)
- Los Chikos del Maíz: Los hijos de Iván Drago (Pasión de Talibanes, 2011)
- RPG-7: Pásate (En tu ciudad, 2012)
- H.Kanino: Vidas al límite (Con Ozhe, 2013)
- Pipe Díaz: El eco de los disparos
- Pipe Díaz: Jódete Burgués
- El Invikto: Insomnio e Imaginación
- Valtònyc: Lo Que La Represión No Puede Frenar
- Saúl Zaitsev and Pipe Díaz: Somos
- Saúl Zaitsev: Otro Paso
- Arma X: Los Nietos De Stalin
- Nyto: Anticapitalismo o Barbarie
- Siker: Trabajos Forzados
- Cíniko: Sublévate
- Cíniko: Menti ros (присвячена Ангелю Росу, меру Льєйди у 2004—2018 роках, члену PSC и противнику національного руху.
- Boot Boys: Hostiles Torbellinos
- Elisa: Siempre Vivirán
- ARS MORIS and Cíniko: Rojo remedio (2018)
- Koro: Parásitos (2020)
- Konorte: Askatasun Haziak (2020)
- Eshoj Ekirne: Seguimos firmes (2020)
- Mara: Sua eta Harria (2020)
- Luis Díaz: Internacionalismo (2020)
- Teko: Traga (2020)